# مدرسه رکنیه
مدرسه رکنیه (انگلیسی: Al-Rukniyah Madrasa) مدرسه تاریخی مربوط به قرن سیزدهم میلادی در دمشق، سوریه است. مدرسه رکنیه در خارج از دیوارهای شهر قدیم دمشق در انتهای خیابان ابن طولون الصالحی که از میدان میس (حطین) به میدان شمدین می‌رسد، واقع شده‌است. این مدرسه بر کل میدان در محله رکن الدین در دامنه جبل قاسیون تسلط دارد.
مؤسس آن امیر رکن الدین منکورس فلکی، غلام فلک الدین، برادر الملک العادل بود و اوقاف زیادی برای آن وقف کرد و از شروط مدرس آن بود که در آن سکونت داشته باشد.
تاریخچه==
در دوران ایوبیان، منطبق با دوره دوم دولت عباسی ۲۳۲ تا ۶۵۶ هجری قمری، پس از تحکیم وحدت سیاسی نورالدین زنگی، کشور شاهد یک جنبش شهرسازی فعال بود.
در اثر جنگ‌های جاری در آن دوره علیه صلیبیون، معماری ایوبی با تسلط بر تدبیر، سادگی و ریاضت، استحکام و دوام را دربر گرفت و گنبدها در این عصر دارای ویژگی خاص و متمایزی بود که با دنده‌های عمودی تراشیده شده و به یال آجدار متصل می‌شد. و سردرها مرتفع بود و طاق‌نماهای مقرنس بر آن پوشانده شده بود. حافظ بن کثیر در تاریخ خود آورده‌است که مبتکر آن شاهزاده اعظم رکن الدین از دوره حنفی الفکلی در سال ۶۲۱ هجری قمری منطبق با ۱۲۲۴ میلادی، جوان و خدمتگزار شاهزاده اعظم فلک الدین بوده‌است. دین سلیمان عادلی برادر ملک عادل بر مادرش… و شاهزاده فلک الدین… او را به خاطر علم و درستی در دین و دنیا و کمال ساختن آن آزاد کرد. در سال ۶۲۵ هجری قمری منطبق با ۱۲۲۷ میلادی آن را به مکتب حنفی اختصاص داد و موقوفات زیادی به آن بخشید و برای آن تربتی ساخت و چون در روستای جایرود در شمال دمشق درگذشت او را حمل کردند. آنجا و در سال ۶۳۱ هجری قمری مطابق با ۱۲۳۳ شمسی در داخل مدرسه خود به خاک سپرده شد. و آرامگاه او تا به امروز وجود دارد.